# San Cibrao
San Cibrao (nom d'origine galicienne ; également connu en espagnol sous le nom de San Ciprián) est une ville minière et un port de pêche, faisant partie de Cervo qui est à la fois une commarque et une municipalité de la province de Lugo dans le nord-ouest de l'Espagne.

## Port de San Cibrao
- Port commercial
- Port de pêche
- Port de loisirs nautiques